# Megaleuctra saebat
Megaleuctra saebat är en bäcksländeart som beskrevs av Ham och Bae 2002. Megaleuctra saebat ingår i släktet Megaleuctra och familjen smalbäcksländor. Inga underarter finns listade i Catalogue of Life.